# Daily Monitor
Daily Monitor – ugandyjska, niezależna gazeta codzienna ukazująca się w języku angielskim. Posiada dwa wydania specjalne Saturday Monitor i Sunday Monitor, wydawane jako osobne tytuły również przez Monitor Publications Limited.
Gazetę założyli 24 lipca 1992 roku zbuntowani redaktorzy dziennika Weekly Topic. Redaktorem naczelnym został Wafula Oguttu. Pierwszy numer ukazał się 31 lipca 1992 roku. Uruchomiona w 1994 roku strona internetowa dziennika była jedną z pierwszych witryn afrykańskich wydawców prasy.
Gazeta zajmuje się dziennikarstwem śledczym i interwencyjnym. Tropi korupcję na szczeblach administracyjnych i rządowych.
Średni dzienny nakład Daily Monitor wynosił 24 230 egzemplarzy we wrześniu 2011 r. W czwartym kwartale 2019 roku liczba ta spadła do 16 169 egzemplarzy dziennie.